# Sophus Schack
Sophus Peter Lassenius Schack (Copenhague, 21 de enero de 1811 - Copenhague, 21 de abril de 1864) fue un pintor y oficial danés que sirvió en la Primera y en la Segunda Guerra de Schleswig.

## Biografía

### Carrera militar
Schack era el hijo del abogado Gregers Schack. Se convirtió en cadete en 1821 y ascendió a teniente segundo en 1830 y en 1838 fue caracterizado como teniente primero pero fue destituido a principios de 1842. Sin embargo, reingresó en julio de 1848 como capitán del Tercer Batallón de Reserva y participó en la Primera Guerra de Schleswig. En 1849 se convirtió en caballero de la Orden de Dannebrog. En 1860 se convirtió en capitán de la guardia en Rendsburg y el mismo año fue promovido a mayor. Schack posteriormente participaría como mayor y comandante de batallón en la Segunda Guerra de Schleswig, y después de ser gravemente herido el 18 de abril durante la batalla de Dybbøl, murió el 21 de abril en un hospital en Copenhague.

### Carrera como pintor
Schack había mostrado interés por el arte desde su juventud, pero solo pudo, después de ser oficial por algunos años, sacrificarse más calmadamente por sus estudios de arte. Al mismo tiempo que ganó su acceso en la escuela de pintura de Christoffer Wilhelm Eckersberg, visitó la Real Academia de Bellas Artes de Dinamarca entre 1835 y 1840 y ganó en ambas sus medallas de plata. Se había considerado a sí mismo en relación con las artes como diletante, pero ahora se consideraba un artista, que a pesar de su diligencia, su formación y su inconfundible amor por el arte, no había alcanzado ningún lugar elevado. Exhibió parcialmente retratos y dibujos costumbristas, escenas bíblicas sobre temas del Nuevo Testamento. Sus piezas fueron inspiradas por la obra de Eckersberg y fue animado incluso por el propio Cristián VIII. Entre 1844 y 1845, Schack recibió apoyo para viajar dos años por la academia por Francia y Cerdeña-Piamonte; y también se le encargó la producción de un altar, Christi Bjærgprædiken, que fue entregado solo después de la muerte del rey, y una gran imagen de la coronación de Cristián VIII y la reina Carolina Amalia. Sus obras se conservan en el Kronborg. Schack posteriormente publicó un par de volúmenes de Estudios Fisonómicos (1858-59), en el que sus mejores cualidades como artista están asociadas con un don enérgico de producción como escritor.

### Vida personal y legado
Schack se casó con Vilhelmine Bothilde Olsen (1826-1900) en 1853, hija del Coronel y cartógrafo Oluf Nicolai Olsen. Su hija Laura Cathrine Marie Schack se casó con el pintor Ole Pedersen el 28 de noviembre de 1890 en Copenhague.

Fue enterrado en el Cementerio de la Guarnición en Copenhague. Existe un autorretrato de 1859 (anteriormente de la colección de Johan Hansen), un dibujo a pluma por Vilhelm Rosenstand de 1863 (Museo de Frederiksborg), un retrato de un grabado de los Oficiales y Caídos en Dybbøl en 1864, un grabado de 1864 por Henrik Olrik y una litografía de 1867 por Edvard Fortling.